# Microrégion de Palmas
La microrégion de Palmas est l'une des trois microrégions qui subdivisent le centre-sud de l'État du Paraná au Brésil.
Elle comporte 5 municipalités qui regroupaient 89 173 habitants en 2006 pour une superficie totale de 5 406 km².

## Municipalités[1]
- Clevelândia
- Coronel Domingos Soares
- Honório Serpa
- Mangueirinha
- Palmas